# Mark King (jugador de snooker)
Mark King (Romford, 28 de marzo de 1974) es un jugador de snooker inglés.

## Biografía
Nació en la localidad inglesa de Romford en 1974. Es jugador profesional de snooker desde 1991. Se ha proclamado campeón de un único torneo de ranking, el Abierto de Irlanda del Norte de 2016, en cuya final derrotó (9-6) a Barry Hawkins. Antes de ese triunfo, ya había caído en dos finales: en la del Abierto de Gales de 1997 (2-9 ante Stephen Hendry) y en la del Masters de Irlanda de 2004 (7-10 frente a Peter Ebdon). No ha logrado hilar ninguna tacada máxima, y la más alta de su carrera está en 146.
En 2023, la World Professional Billiards and Snooker Association decidió suspenderlo del circuito profesional a la espera de las conclusiones de una investigación que aborda algunas apuestas relacionadas con su derrota por 0-4 ante Joe Perry en el Abierto de Gales de 2023.